# 本願寺四日市別院
本願寺四日市別院（ほんがんじよっかいちべついん）は、大分県宇佐市大字四日市にある浄土真宗本願寺派の寺院である。真宗大谷派の真宗大谷派四日市別院（東別院）と隣接し、西別院とも呼ばれる。このように両派の寺院が隣接する景観は他の地域では見られないとされる。江戸時代には九州御坊と呼ばれ、九州の同派寺院を総監する大寺院として栄えた。
西別院本堂は間口約30m、奥行約26mの九州最大級の木造建築で、2016年に境内の他の堂宇とともに国の登録有形文化財に登録された。

## 沿革

### 起源と東別院の成立
四日市別院の起源は16世紀後半に創建された草庵に遡る。これが後に真勝寺となり、現在でいう真宗大谷派（東本願寺）に改派した。
元文2年（1737年）に、真勝寺の末寺や門徒達の間で真勝寺騒動と呼ばれる派閥争いが起き、末寺や門徒の多くは現在でいう浄土真宗本願寺派（西本願寺）に改派し、真勝寺は本願寺派の所有するところとなった。しかし、寛保3年（1743年）に寺社奉行であった大岡忠相の裁可によって、真勝寺は公儀没収の上、東本願寺に下附されることとなり、真勝寺は延享元年（1744年）に真宗大谷派の九州で最初の本山掛所である「本願寺掛所豊前四日市御坊真勝寺」となった。同年には、御坊格式の議も許可されている。

### 西別院の成立
一方、本願寺派は真勝寺騒動後、新たに別院の設立を懇請した。しかし、当時の法度で寺院の新設は禁じられていたため、川部村にあった正明寺を延亨3年（1746年）に四日市に移転させて「本願寺兼帯所豊前四日市正明寺」とし、延亨5年（1748年）から本堂の改築を行って別院とした。
西別院はその後数度にわたって失われ再建されたが、現存する西別院は3度目に再建されたもので、天保7年（1836年）に建築が始められ、安政6年（1859年）に完成したものである。その間、天保12年（1848年）には豊前国田ノ浦（現在の福岡県北九州市門司区田野浦）に置かれていた総会所が西別院内に移転され、九州総会所とされている。

## 文化財
以下の11件が国の登録有形文化財に登録されている
- 本堂[5]
- 対面所[6]
- 御成御殿[7]
- 庫裏及び長御殿[8]
- 経蔵[9]
- 総会所[10]
- 茶所[11]
- 太鼓楼[12]
- 鐘楼[13]
- 山門[14]
- 二之門[15]